# Pascal Wehrlein
Pascal Wehrlein (* 18. Oktober 1994 in Sigmaringen) ist ein deutscher Automobilrennfahrer. Von 2013 bis 2015 trat er in der DTM an, in der er 2015 den Gesamtsieg erzielte. Nach zwei Jahren in der Formel-1-Weltmeisterschaft, 2016 bei Manor und 2017 bei Sauber, kehrte er zur Saison 2018 für ein Jahr in die DTM zurück. Seit 2019 startet er in der FIA-Formel-E-Meisterschaft, welche er 2024 gewann.

## Karriere

### Anfänge im Motorsport (2003–2011)
Wehrlein begann seine Motorsportkarriere 2003 im Kartsport, in dem er bis 2009 aktiv war. 2010 wechselte Wehrlein in den Formelsport und trat für Mücke Motorsport in der ADAC-Formel-Masters an. Er gewann ein Rennen und schloss die Saison mit insgesamt vier Podest-Platzierungen auf dem sechsten Platz der Fahrerwertung ab. 2011 bestritt Wehrlein für Mücke Motorsport seine zweite Saison in der ADAC-Formel-Masters. Er gewann 8 von 24 Rennen und stand insgesamt 13 Mal auf dem Podest. Am Saisonende sicherte er sich damit den Titel mit 331 zu 310 Punkten vor Emil Bernstorff. Wehrlein ist der erste Mücke-Pilot, der diese Rennserie gewann.

### Formel-3-Euroserie (2012–2013)
2012 blieb Wehrlein bei Mücke Motorsport und startet in der Formel-3-Euroserie. Darüber hinaus war Wehrlein 2012 in der europäischen Formel-3-Meisterschaft wertungsberechtigt. Zu dieser zählten jeweils das erste und dritte Rennen an einem Formel-3-Euroserie Rennwochenende und mehrere Veranstaltungen der britischen Formel-3-Meisterschaft. Auf dem Norisring kam er in der Formel-3-Euroserie auf dem dritten Platz ins Ziel, wurde aber, da vor ihm nur Gaststarter lagen, als Sieger gewertet. Auf dem Nürburgring gewann er ein weiteres Rennen der Formel-3-Euroserie, das zudem zur europäischen Formel 3 zählte. In der Formel-3-Euroserie belegte Wehrlein als bester Rookie den zweiten Platz in der Gesamtwertung mit 229 zu 240 Punkten hinter Daniel Juncadella und setzte sich damit teamintern gegen Felix Rosenqvist, der Vierter wurde, durch. In der europäischen Formel 3 lag Wehrlein auf dem vierten Platz und unterlag Rosenqvist, der den dritten Rang erzielte.
2013 blieb Wehrlein bei Mücke Motorsport und trat zunächst in der europäischen Formel-3-Meisterschaft an. Er nahm am ersten Rennwochenende in Monza teil und gewann dabei ein Rennen, wurde einmal Zweiter und Dritter.

### DTM (2013–2015)

#### Mücke Motorsport (2013)
Das Hauptaugenmerk lag 2013 jedoch auf der DTM, wo er bei Mücke ein Cockpit in einem Mercedes erhielt. Damit wurde er zum bis dahin jüngsten DTM-Piloten. Sein Teamkollege war Daniel Juncadella. Bei seinem Debütrennen in Hockenheim lag Wehrlein zwischenzeitlich in Führung. Er kam auf dem elften Platz ins Ziel. Ein Rennen später in Brands Hatch holte er als Zehnter seinen ersten Punkt, nachdem er von Position 20 ins Rennen gegangen war. Im Rennen darauf wiederholte er diese Platzierung. Nach zwei Rennen ohne Punkte, fuhr Wehrlein auf dem Nürburgring erneut auf Position zehn und erzielte darüber hinaus die erste schnellste Runde seiner DTM-Karriere. Am Saisonende belegte Wehrlein den 22. und damit letzten Rang der Fahrerwertung.

#### HWA (2014–2015)

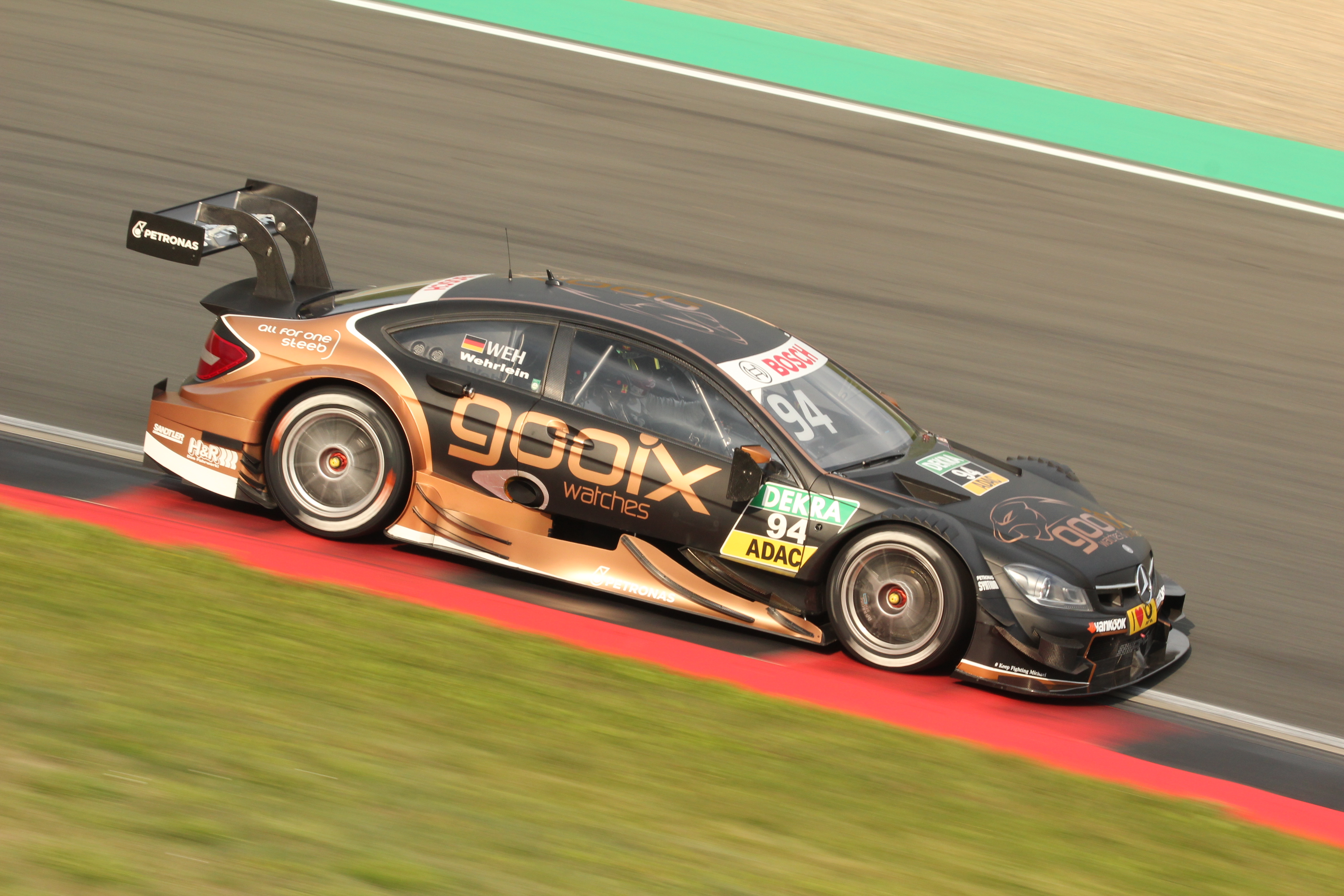
Pascal Wehrlein in Oschersleben 2015

Zur Saison 2014 wechselte Wehrlein innerhalb des DTM-Kaders von Mercedes zu HWA. Beim Rennen auf dem EuroSpeedway Lausitz erzielte Wehrlein seine erste Pole-Position und seinen ersten Sieg. Er wurde damit zum bis dahin jüngsten Sieger eines DTM-Rennens. Als zweitbester Mercedes-Pilot schloss Wehrlein die Saison auf dem achten Rang ab. Darüber hinaus übernahm Wehrlein während der Saison 2014 die Position des Ersatzfahrers beim Mercedes-Formel-1-Team ein.
2015 blieb Wehrlein bei HWA in der DTM. Er wählte die Nummer 94 als Startnummer für die Saison. Beim Samstagsrennen des Saisonauftakts in Hockenheim erreichte er den zweiten Platz. Im fünften Rennen der Saison in Nürnberg erzielte er seinen ersten Saisonsieg. Nach einem zweiten Platz im Samstagsrennen von Spielberg gelang ihm in Wolokolamsk ein weiterer Laufsieg. Nachdem er am Nürburgring als Dritter erneut auf das Podium gefahren war, entschied er die Meisterschaft ein Rennen vor Saisonende für sich. Er wurde damit zum bis dahin jüngsten DTM-Gesamtsieger. Am Saisonende lag er mit 169 zu 150 Punkten vor Jamie Green. Darüber hinaus war er weiterhin als Formel-1-Testfahrer bei Mercedes aktiv. Neben diesem Engagement absolvierte er Formel-1-Testfahrten für Force India.

### Formel 1 (2016–2020)

#### Manor Racing (2016)

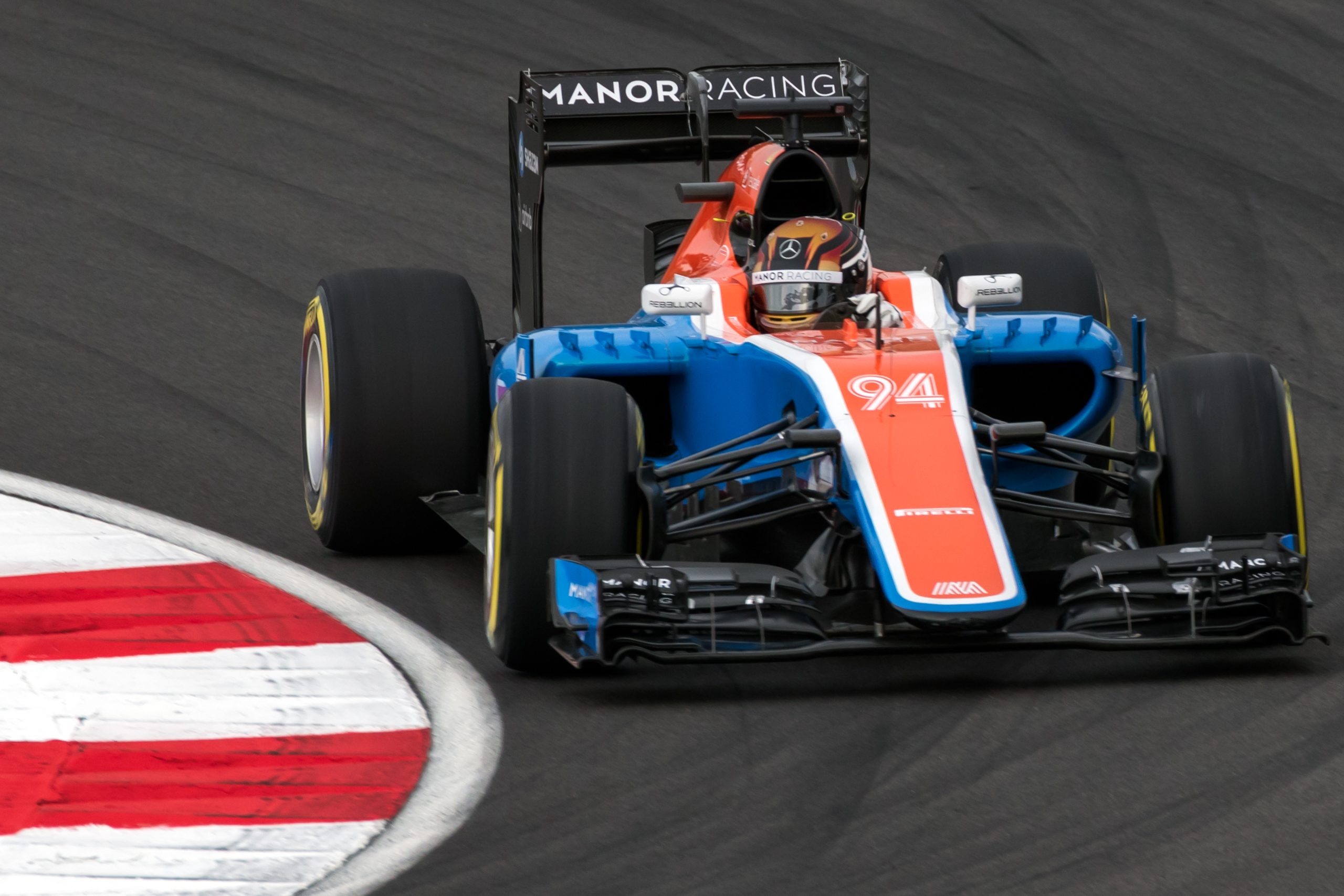
Wehrlein im Manor 2016

2016 wechselte Wehrlein in die Formel 1 und erhielt ein Stammcockpit bei Manor Racing. Wie schon in der DTM wählte er die 94 als seine Startnummer. Bei seinem Debüt in Australien wurde er 16. Beim anschließenden Rennen in Bahrain erzielte er als 13. sein zweitbestes Saisonergebnis. Seinen einzigen Punkt in der Saison erzielte er als Zehnter in Österreich. Er beendete seine erste Formel-1-Saison auf dem 19. Gesamtrang. Gegen seine Teamkollegen Rio Haryanto, welcher in der ersten Saisonhälfte fuhr, und Esteban Ocon, der in der zweiten Saisonhälfte fuhr, konnte er sich intern durchsetzen, da sie jeweils keine Punkte sammelten.

#### Sauber Motorsport (2017)

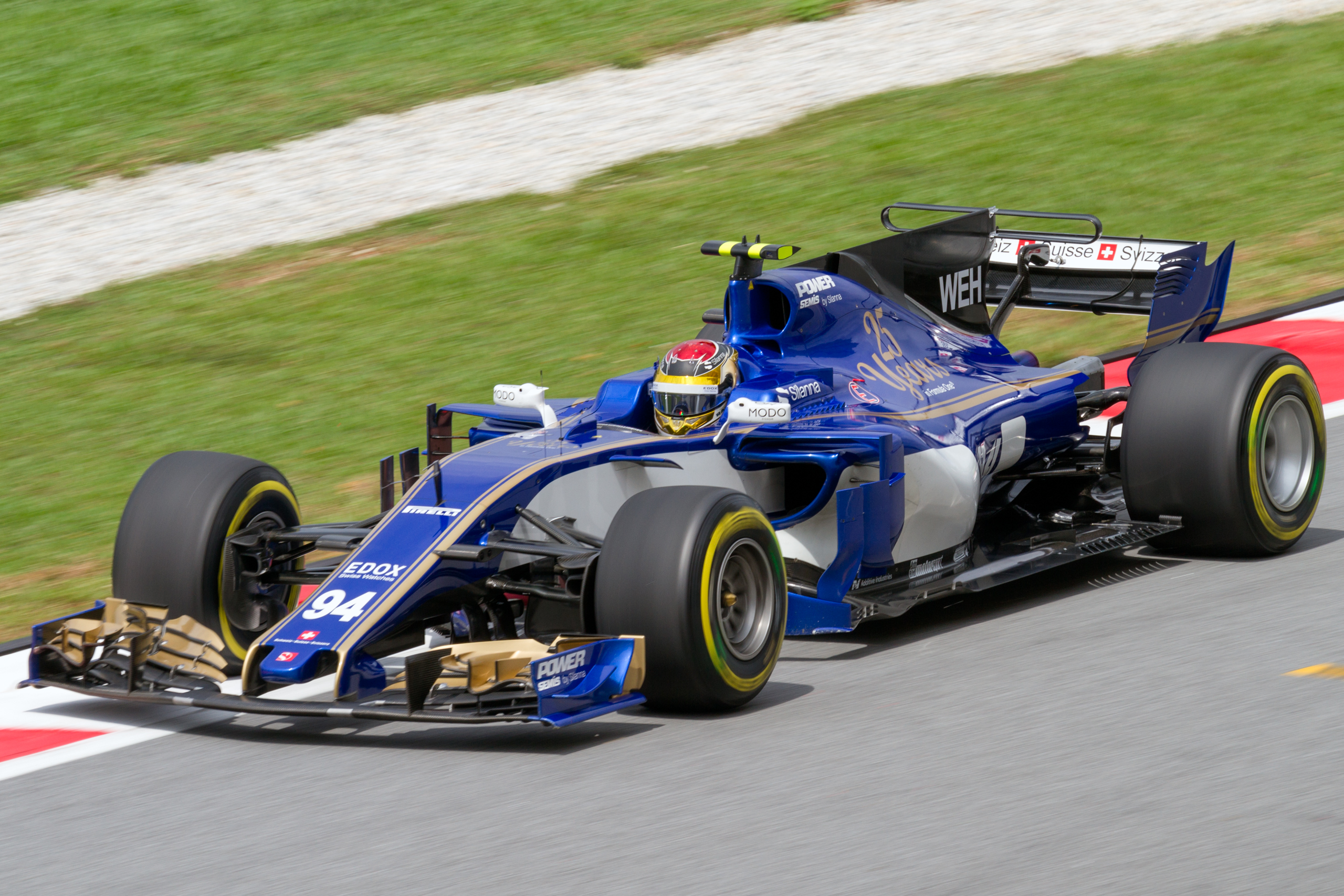
Wehrlein im Sauber 2017

2017 wechselte er zu Sauber und wurde Teamkollege von Marcus Ericsson. Die Testfahrten sowie ersten beiden Rennen ließ er aus gesundheitlichen Gründen aus und wurde durch Antonio Giovinazzi vertreten. Beim Großen Preis von Spanien erzielte er als Achter seine ersten Punkte für Sauber. In Aserbaidschan erzielte er als Zehnter einen weiteren Punkt. Am Saisonende belegte er mit fünf Punkten den 18. Gesamtrang. Sein Teamkollege Ericsson belegte den 20. Rang in der Meisterschaft ohne Punkte. Nach der Saison endete sein Engagement in der Formel 1, nachdem Sauber Charles Leclerc als Nachfolger verpflichtet hatte. Mercedes-Teamchef Toto Wolff erklärte im Oktober 2017, Mercedes werde Wehrlein bei einer Cockpitsuche nicht weiter unterstützen: Irgendwann sei für jeden die Zeit gekommen, auf eigenen Beinen zu stehen.

#### Ersatzfahrer bei Mercedes und Ferrari (2018–2020)
Für die Saison 2018 erhielt er einen Platz als Ersatzfahrer bei Mercedes. In den Saisons 2019 und 2020 war Wehrlein jeweils als Simulator- und Ersatzfahrer bei Ferrari.

### Rückkehr in die DTM (2018)
Nachdem Pascal Wehrlein für das Jahr 2018 kein Formel-1-Stammcockpit erhalten hatte, kehrte er in die DTM zurück. Dort ging er, wie schon in der Zeit von 2013 bis 2015, für Mercedes an den Start. Der Vertrag lief für ein Jahr, da Mercedes mit dem Ende der Saison 2018 aus der DTM ausstieg. Bei den ersten beiden Saisonrennen in Hockenheim erreichte er die Plätze fünf und sechs. Bei dem zweiten Rennwochenende auf dem Lausitzring fuhr er am Sonntag zum ersten Mal nach seiner Rückkehr in die Serie als Dritter auf das Podest. Im weiteren Verlauf der Saison gelang es ihm trotz regelmäßiger Platzierungen in den Punkterängen nicht, sich ein weiteres Mal auf dem Podium zu klassifizieren und so beendete er die Saison auf dem achten Gesamtrang.
Im September wurde bekanntgegeben, dass sein zum Ende der Saison auslaufender Vertrag als Mercedes-Werksfahrer nicht verlängert wird.

### FIA-Formel-E-Meisterschaft (seit 2019)
Zur Saison 2018/19 wechselte Wehrlein in die FIA-Formel-E-Meisterschaft und wurde Stammfahrer bei Mahindra Racing. Dort übernahm er das Cockpit von Nick Heidfeld, der Test- und Ersatzfahrer sowie Berater wurde. Wie bereits in der Formel-1-Weltmeisterschaft und der DTM wählte er die Startnummer 94.
Das Auftaktrennen, den Diriyya E-Prix, verpasste er, da er keine vorzeitige Freigabe aus seinem HWA-Vertrag erhalten hatte. Bei seinem Debüt beim Marrakesch E-Prix schied er in der ersten Runde nach einer unverschuldeten Kollision aus, beim Santiago E-Prix erzielte er mit Platz zwei sein erstes Podiumsergebnis. Auch den Mexiko-Stadt E-Prix beendete er auf dem zweiten Platz, nachdem ihm wenige Meter vor der Ziellinie in Führung liegend die Energie ausgegangen war und er Lucas di Grassi passieren lassen musste. Eine nachträgliche Zeitstrafe warf ihn jedoch auf den sechsten Platz zurück. Im weiteren Saisonverlauf konnte er diese Ergebnisse nicht mehr erzielen, sodass er am Saisonende mit 58 Punkten den zwölften Platz in der Meisterschaft belegte.
In der Saison 2019/20 fuhr er weiterhin für Mahindra, verließ das Team aber kurz vor den Finalrennen in Berlin, um für die Saison 2020/21 zu Porsche zu wechseln.
In seiner ersten Saison für Porsche erreichte er als Dritter in Rom einen Podestplatz. Am Ende der Saison belegte er mit 79 Punkten den 11. Platz in der Fahrerwertung. In der Saison 2021/22 fuhr er erneut für Porsche. In Mexiko siegte er sein erstes Rennen in der Formel E, nachdem er sich für das Rennen bereits die Pole-Position sichern konnte. Mit 71 Punkten erzielte er den zehnten Rang in der Gesamtwertung.

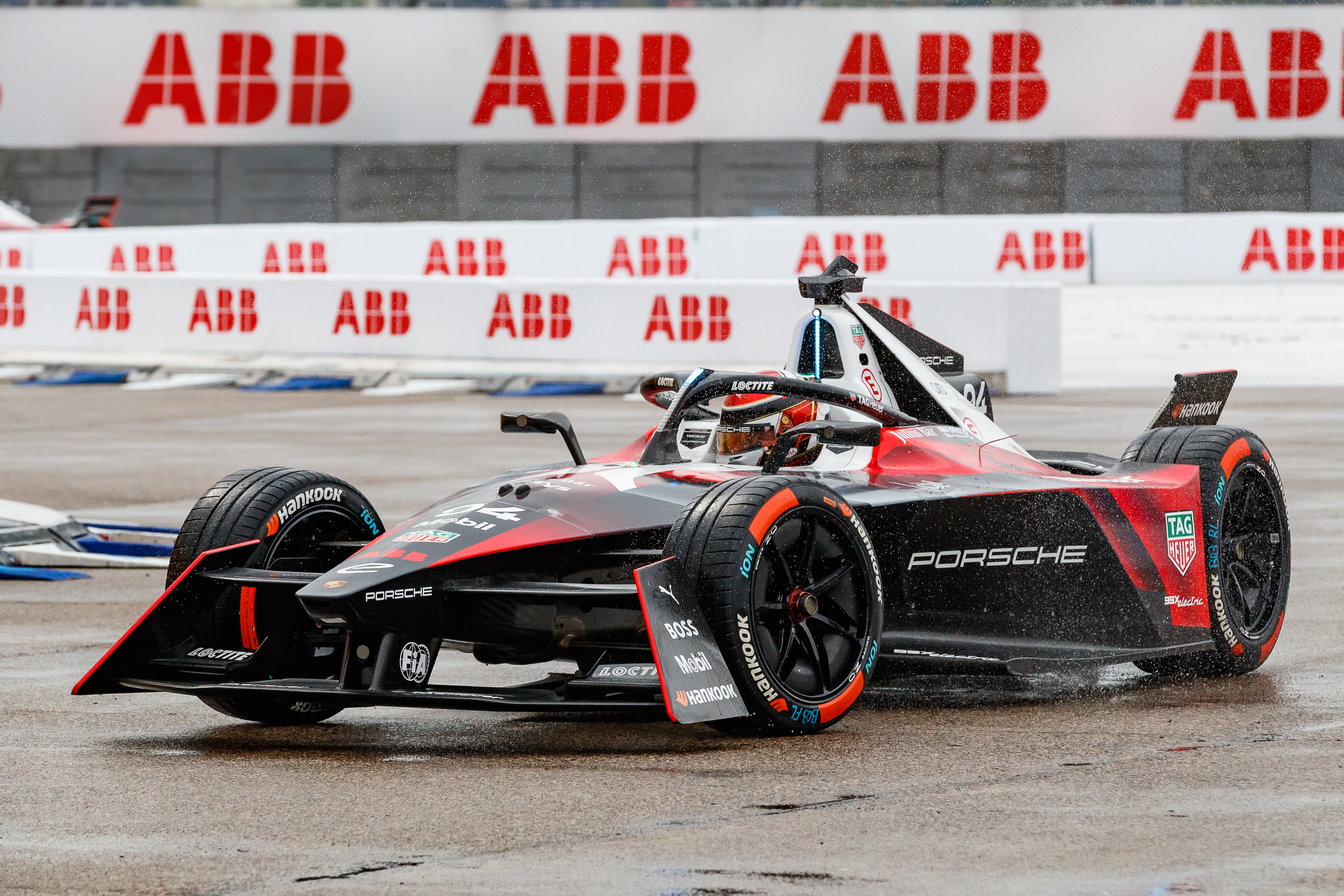
Wehrlein beim Berlin E-Prix 2023

In der Saison 2022/23 blieb er beim Team. Beim Auftaktrennen in Mexiko erreichte er als Zweiter das Podest. Beim darauffolgenden Wochendene in Diriyya siegte er in beiden Rennen, womit er erstmals auch die Führung in der Fahrermeisterschaft übernahm. Beim ersten Rennen in Jakarta sicherte er sich seinen dritten Saisonsieg. In dieser Saison erzielte er in allen Rennen, welche er beendete, Punkte. Am Ende der Saison belegte er mit 149 Punkten den vierten Platz in der Gesamtwertung.
Wehrlein fuhr 2023/24 weiterhin für Porsche. Beim Saisonauftakt in Mexiko gewann er sein erstes Rennen in der Saison. Bei den vier darauffolgenden Rennen erreichte er jeweils die Punkteplatzierungen. In Misano gewann er sein zweites Rennen in der Saison. In Berlin sowie in Shanghai erreichte er als Zweiter jeweils im ersten Rennen des Wochenendes das Podium. Beim Saisonfinale in London siegte er im ersten Rennen. Im zweiten Rennen erreichte er den zweiten Rang, womit er sich die Fahrerweltmeisterschaft mit 6 Punkten Abstand auf den Konkurrenten Mitch Evans sichern konnte.

## Sonstiges
Wehrlein absolviert eine Ausbildung zum Feinmechaniker im Betrieb seines Vaters. Seine Mutter stammt aus Mauritius. Er war 2011 und 2012 Förderkandidat der Deutsche Post Speed Academy, die er 2011 gewann, und wird zudem von der ADAC Stiftung Sport gefördert. 2012 wurde er Zweiter in der Deutsche Post Speed Academy.
Am 27. Mai 2014 hatte er bei einer Sponsorenaktion für Mercedes im Trainingslager der deutschen Fußballnationalmannschaft in Südtirol einen Unfall, bei dem ein Urlauber und ein Streckenposten verletzt wurden.

## Statistik

### Karrierestationen
- 2003–2009: Kartsport
- 2010: ADAC-Formel-Masters (Platz 6)
- 2011: ADAC-Formel-Masters (Meister)
- 2012: Formel-3-Euroserie (Platz 2)
- 2012: Europäische Formel 3 (Platz 4)
- 2013: Europäische Formel 3 (Platz 14)
- 2013: DTM (Platz 22)
- 2014: DTM (Platz 8)
- 2014: Formel 1 (Testfahrer)
- 2015: DTM (Meister)
- 2015: Formel 1 (Testfahrer)
- 2016: Formel 1 (Platz 19)
- 2017: Formel 1 (Platz 18)
- 2018: DTM (Platz 8)
- 2019: FIA-Formel-E-Meisterschaft (Platz 12)
- 2020: Formel 1 (Testfahrer)
- 2020: FIA-Formel-E-Meisterschaft (Platz 18)
- 2021: FIA-Formel-E-Weltmeisterschaft (Platz 11)
- 2022: FIA-Formel-E-Weltmeisterschaft (Platz 10)
- 2023: FIA-Formel-E-Weltmeisterschaft (Platz 4)
- 2024: FIA-Formel-E-Weltmeisterschaft (Meister)
- 2025: FIA-Formel-E-Weltmeisterschaft (Platz 3)

### Einzelergebnisse in der ADAC-Formel-Masters
| Jahr | Team                          | 1   | 2   | 3   | 4   | 5   | 6   | 7   | 8   | 9   | 10  | 11  | 12  | 13  | 14  | 15  | 16  | 17  | 18  | 19  | 20  | 21  | 22  | 23  | 24  | Punkte | Rang |
| ---- | ----------------------------- | --- | --- | --- | --- | --- | --- | --- | --- | --- | --- | --- | --- | --- | --- | --- | --- | --- | --- | --- | --- | --- | --- | --- | --- | ------ | ---- |
| 2010 | ADAC Berlin-Brandenburg e. V. | OS1 | OS1 | OS1 | SAC | SAC | SAC | HOC | HOC | HOC | TTA | TTA | TTA | LAU | LAU | LAU | NÜR | NÜR | NÜR | OS2 | OS2 | OS2 |     |     |     | 147    | 6.   |
| 2010 | ADAC Berlin-Brandenburg e. V. | 3   | 8   | 4   | 3   | 2   | 1   | 10  | 7   | 13  | 4   | 4   | 5   | 5   | 10  | 9   | 8   | 5   | 7   | DNS | 6   | 4   |     |     |     | 147    | 6.   |
| 2011 | ADAC Berlin-Brandenburg e. V. | OSC | OSC | OSC | SAC | SAC | SAC | ZOL | ZOL | ZOL | NÜR | NÜR | NÜR | SPI | SPI | SPI | LAU | LAU | LAU | TTA | TTA | TTA | HOC | HOC | HOC | 331    | 1.   |
| 2011 | ADAC Berlin-Brandenburg e. V. | 1   | 2   | 2   | 1   | DNF | 5   | 1   | 1   | 1   | 1   | 1   | DSQ | 13  | 3   | DSQ | 1   | 4   | 3   | 6   | DSQ | 5   | 3   | 5   | DNF | 331    | 1.   |

### Einzelergebnisse in der Formel-3-Euroserie
| Jahr | Team             | Motor    | 1   | 2   | 3   | 4   | 5   | 6   | 7   | 8   | 9   | 10  | 11  | 12  | 13  | 14  | 15  | 16  | 17  | 18  | 19  | 20  | 21  | 22  | 23  | 24  | Punkte | Rang |
| ---- | ---------------- | -------- | --- | --- | --- | --- | --- | --- | --- | --- | --- | --- | --- | --- | --- | --- | --- | --- | --- | --- | --- | --- | --- | --- | --- | --- | ------ | ---- |
| 2012 | Mücke Motorsport | Mercedes | HO1 | HO1 | HO1 | BRH | BRH | BRH | SPI | SPI | SPI | NOR | NOR | NOR | NÜR | NÜR | NÜR | ZAN | ZAN | ZAN | VAL | VAL | VAL | HO2 | HO2 | HO2 | 229    | 2.   |
| 2012 | Mücke Motorsport | Mercedes | DNF | 9   | 8   | 5   | 3   | 5   | 2   | 6   | 4   | 7   | 3   | DNF | 3   | 4   | 1   | 7   | 3   | 3   | 5   | 3   | 4   | 2   | 8   | 2   | 229    | 2.   |

### Einzelergebnisse in der europäischen Formel-3-Meisterschaft
| Jahr | Team             | Motor    | 1   | 2   | 3   | 4   | 5   | 6   | 7   | 8   | 9   | 10  | 11  | 12  | 13  | 14  | 15  | 16  | 17  | 18  | 19  | 20  | 21  | 22  | 23  | 24  | 25  | 26  | 27  | 28  | 29  | 30  | Punkte | Rang |
| ---- | ---------------- | -------- | --- | --- | --- | --- | --- | --- | --- | --- | --- | --- | --- | --- | --- | --- | --- | --- | --- | --- | --- | --- | --- | --- | --- | --- | --- | --- | --- | --- | --- | --- | ------ | ---- |
| 2012 | Mücke Motorsport | Mercedes | HO1 | HO1 | PAU | PAU | BRH | BRH | SPI | SPI | NOR | NOR | SPA | SPA | NÜR | NÜR | ZAN | ZAN | VAL | VAL | HO2 | HO2 |     |     |     |     |     |     |     |     |     |     | 181    | 4.   |
| 2012 | Mücke Motorsport | Mercedes | DNF | 8   | DNF | 9   | 5   | 5   | 2   | 4   | 7   | DNF | 14  | 12  | 3   | 1   | 7   | 3   | 5   | 4   | 2   | 2   |     |     |     |     |     |     |     |     |     |     | 181    | 4.   |
| 2013 | Mücke Motorsport | Mercedes | MON | MON | MON | SIL | SIL | SIL | HO1 | HO1 | HO1 | BRH | BRH | BRH | SPI | SPI | SPI | NOR | NOR | NOR | NÜR | NÜR | NÜR | ZAN | ZAN | ZAN | VAL | VAL | VAL | HO2 | HO2 | HO2 | 49     | 14.  |
| 2013 | Mücke Motorsport | Mercedes | 3   | 1   | 2   |     |     |     |     |     |     |     |     |     |     |     |     |     |     |     |     |     |     |     |     |     |     |     |     |     |     |     | 49     | 14.  |

### Statistik in der Formel-1-Weltmeisterschaft
Diese Statistik umfasst alle Teilnahmen des Fahrers an der Formel-1-Weltmeisterschaft.

#### Gesamtübersicht
| Saison | Team              | Chassis     | Motor                 | Rennen | Siege | Zweiter | Dritter | Poles | schn. Rennrunden | Punkte | WM-Pos. |
| ------ | ----------------- | ----------- | --------------------- | ------ | ----- | ------- | ------- | ----- | ---------------- | ------ | ------- |
| 2016   | Manor Racing      | Manor MRT05 | Mercedes 1.6 V6 Turbo | 21     | −     | −       | −       | −     | −                | 1      | 19.     |
| 2017   | Sauber Motorsport | Sauber C36  | Ferrari 1.6 V6 Turbo  | 18     | −     | −       | −       | −     | −                | 5      | 18.     |
| Gesamt | Gesamt            | Gesamt      | Gesamt                | 39     | –     | –       | –       | –     | –                | 6      |         |

#### Einzelergebnisse
| Saison | 1   | 2  | 3  | 4  | 5   | 6  | 7   | 8  | 9   | 10 | 11  | 12  | 13  | 14 | 15 | 16  | 17 | 18  | 19 | 20 | 21 |
| ------ | --- | -- | -- | -- | --- | -- | --- | -- | --- | -- | --- | --- | --- | -- | -- | --- | -- | --- | -- | -- | -- |
| 2016   |     |    |    |    |     |    |     |    |     |    |     |     |     |    |    |     |    |     |    |    |    |
| 16     | 13  | 18 | 18 | 16 | 14  | 17 | DNF | 10 | DNF | 19 | 17  | DNF | DNF | 16 | 15 | 22  | 17 | DNF | 15 | 14 |    |
| 2017   |     |    |    |    |     |    |     |    |     |    |     |     |     |    |    |     |    |     |    |    |    |
| PO     | INJ | 11 | 16 | 8  | DNF | 15 | 10  | 14 | 17  | 15 | DNF | 16  | 12  | 17 | 15 | DNF | 14 | 14  | 14 |    |    |

| Legende  | Legende            | Legende                                                          |
| Farbe    | Abkürzung          | Bedeutung                                                        |
| -------- | ------------------ | ---------------------------------------------------------------- |
| Gold     | –                  | Sieg                                                             |
| Silber   | –                  | 2. Platz                                                         |
| Bronze   | –                  | 3. Platz                                                         |
| Grün     | –                  | Platzierung in den Punkten                                       |
| Blau     | –                  | Klassifiziert außerhalb der Punkteränge                          |
| Violett  | DNF                | Rennen nicht beendet (did not finish)                            |
| Violett  | NC                 | nicht klassifiziert (not classified)                             |
| Rot      | DNQ                | nicht qualifiziert (did not qualify)                             |
| Rot      | DNPQ               | in Vorqualifikation gescheitert (did not pre-qualify)            |
| Schwarz  | DSQ                | disqualifiziert (disqualified)                                   |
| Weiß     | DNS                | nicht am Start (did not start)                                   |
| Weiß     | WD                 | zurückgezogen (withdrawn)                                        |
| Hellblau | PO                 | nur am Training teilgenommen (practiced only)                    |
| Hellblau | TD                 | Freitags-Testfahrer (test driver)                                |
| ohne     | DNP                | nicht am Training teilgenommen (did not practice)                |
| ohne     | INJ                | verletzt oder krank (injured)                                    |
| ohne     | EX                 | ausgeschlossen (excluded)                                        |
| ohne     | DNA                | nicht erschienen (did not arrive)                                |
| ohne     | C                  | Rennen abgesagt (cancelled)                                      |
| ohne     | keine WM-Teilnahme |                                                                  |
| sonstige | P/fett             | Pole-Position                                                    |
| sonstige | 1/2/3/4/5/6/7/8    | Punktplatzierung im Sprint-/Qualifikationsrennen                 |
| sonstige | SR/kursiv          | Schnellste Rennrunde                                             |
| sonstige | *                  | nicht im Ziel, aufgrund der zurückgelegten Distanz aber gewertet |
| sonstige | ()                 | Streichresultate                                                 |
| sonstige | unterstrichen      | Führender in der Gesamtwertung                                   |

### Einzelergebnisse in der FIA-Formel-E-Meisterschaft
| Jahr    | Team                             | 1   | 2     | 3   | 4   | 5     | 6   | 7   | 8   | 9   | 10  | 11  | 12  | 13  | 14  | 15  | 16  | Punkte | Rang |
| ------- | -------------------------------- | --- | ----- | --- | --- | ----- | --- | --- | --- | --- | --- | --- | --- | --- | --- | --- | --- | ------ | ---- |
| 2018/19 | Mahindra Racing                  | DIR | MAR   | SAN | MEX | HKG   | SAY | ROM | PAR | MCO | BER | BRN | NYC | NYC |     |     |     | 58     | 12.  |
| 2018/19 | Mahindra Racing                  |     | °DNF° | 2   | 6   | °DNF° | 7   | 10  | 10  | 4   | 10  | DNF | 7   | 12  |     |     |     | 58     | 12.  |
| 2019/20 | Mahindra Racing                  | DIR | DIR   | SAN | MEX | MAR   | BER | BER | BER | BER | BER | BER |     |     |     |     |     | 14     | 18.  |
| 2019/20 | Mahindra Racing                  | 11  | 15    | 4   | 9   | °22°  |     |     |     |     |     |     |     |     |     |     |     | 14     | 18.  |
| 2020/21 | TAG Heuer Porsche Formula E Team | DIR | DIR   | ROM | ROM | VAL   | VAL | MCO | PUE | PUE | NYC | NYC | LON | LON | BER | BER |     | 79     | 11.  |
| 2020/21 | TAG Heuer Porsche Formula E Team | 5   | 10    | 7   | °3° | DNF   | 18  | DNF | DSQ | °4° | DNF | 4   | 10  | 5   | 21  | 6   |     | 79     | 11.  |
| 2021/22 | TAG Heuer Porsche Formula E Team | DIR | DIR   | MEX | ROM | ROM   | MCO | BER | BER | JAK | MAR | NYC | NYC | LON | LON | SEO | SEO | 71     | 10.  |
| 2021/22 | TAG Heuer Porsche Formula E Team | 11  | 9     | 1   | 8   | 6     | DNF | 6   | 12  | 8   | 12  | 6   | 11  | 10  | 10  | 7   | DNF | 71     | 10.  |
| 2022/23 | TAG Heuer Porsche Formula E Team | MEX | DIR   | DIR | HYD | CAP   | SAP | BER | BER | MCO | JAK | JAK | POR | ROM | ROM | LON | LON | 149    | 4.   |
| 2022/23 | TAG Heuer Porsche Formula E Team | 2   | 1     | 1   | 4   | DNF   | 7   | 6   | 7   | 10  | 1   | 6   | 8   | 9   | 7   | 9   | 10  | 149    | 4.   |
| 2023/24 | TAG Heuer Porsche Formula E Team | MEX | DIR   | DIR | SAP | TOK   | MIS | MIS | MCO | BER | BER | SHA | SHA | POR | POR | LON | LON | 198    | 1.   |
| 2023/24 | TAG Heuer Porsche Formula E Team | 1   | 8     | 7   | 4   | 5     | 16  | 1   | 5   | 5   | 4   | 2   | 20  | 10  | 4   | 1   | 2   | 198    | 1.   |
| 2024/25 | TAG Heuer Porsche Formula E Team | SAP | MEX   | JED | JED | MIA   | MCO | MCO | TOK | TOK | SHA | SHA | JAK | BER | BER | LON | LON | 145    | 3.   |
| 2024/25 | TAG Heuer Porsche Formula E Team | DNF | 3     | 15  | 8   | 1     | 6   | 7   | 13  | 2   | 12  | 2   | 11  | 2   | 15  | 3   | 8   | 145    | 3.   |

| Legende                      | Legende       | Legende                                                                 |
| Farbe                        | Abkürzung     | Bedeutung                                                               |
| ---------------------------- | ------------- | ----------------------------------------------------------------------- |
| Gold                         | —             | Sieger                                                                  |
| Silber                       | —             | 2. Platz                                                                |
| Bronze                       | —             | 3. Platz                                                                |
| Grün                         | —             | Platzierung in den Punkten                                              |
| Blau                         | —             | Klassifiziert außerhalb der Punkteränge                                 |
| Violett                      | DNF           | Rennen nicht beendet                                                    |
| Violett                      | NC            | nicht klassifiziert                                                     |
| Rot                          | DNQ           | nicht qualifiziert                                                      |
| Schwarz                      | DSQ           | disqualifiziert                                                         |
| Weiß                         | DNS           | nicht am Start                                                          |
| Weiß                         | WD            | zurückgezogen                                                           |
| Weiß                         | C             | Rennen abgesagt                                                         |
| Blanko                       |               | nicht teilgenommen                                                      |
| Blanko                       | DNP           | gemeldet, aber nicht teilgenommen                                       |
| Blanko                       | INJ           | verletzt oder krank                                                     |
| Blanko                       | EX            | ausgeschlossen                                                          |
| sonstige Formate und Zeichen | P/fett        | Pole-Position                                                           |
| sonstige Formate und Zeichen | kursiv        | Schnellste Rennrunde (ab 2017/18: Schnellste Rennrunde der ersten Zehn) |
| sonstige Formate und Zeichen | unterstrichen | Führender in der Gesamtwertung                                          |
| sonstige Formate und Zeichen | °             | FanBoost                                                                |
| sonstige Formate und Zeichen | *             | nicht im Ziel, aufgrund der zurückgelegten Distanz aber gewertet        |
| sonstige Formate und Zeichen | ( )           | Streichresultat                                                         |

### Le-Mans-Ergebnisse
| Jahr | Team                      | Fahrzeug    | Teamkollege | Teamkollege | Platzierung | Ausfallgrund |
| ---- | ------------------------- | ----------- | ----------- | ----------- | ----------- | ------------ |
| 2025 | Porsche Penske Motorsport | Porsche 963 | Felipe Nasr | Nick Tandy  | Rang 8      |              |

### Einzelergebnisse in der FIA-Langstrecken-Weltmeisterschaft
| Saison | Team           | Rennwagen   | 1   | 2   | 3   | 4   | 5   | 6   | 7   | 8   |
| ------ | -------------- | ----------- | --- | --- | --- | --- | --- | --- | --- | --- |
| 2025   | Porsche Penske | Porsche 963 | KAT | IMO | SPA | LEM | SAO | AUS | FUJ | BAH |
| 2025   | Porsche Penske | Porsche 963 |     |     | 9   | 8   |     |     |     |     |

### Statistik in der DTM
Diese Statistik umfasst alle Teilnahmen des Fahrers an der DTM.

#### Gesamtübersicht
| Saison | Team             | Hersteller | Fahrzeug                 | Rennen | Siege | Zweiter | Dritter | Poles | schn. Rennrunden | Punkte | Pos. |
| ------ | ---------------- | ---------- | ------------------------ | ------ | ----- | ------- | ------- | ----- | ---------------- | ------ | ---- |
| 2013   | Mücke Motorsport | Mercedes   | DTM AMG Mercedes C-Coupé | 10     | –     | –       | –       | –     | 1                | 3      | 22.  |
| 2014   | HWA              | Mercedes   | DTM AMG Mercedes C-Coupé | 10     | 1     | –       | –       | 1     | –                | 46     | 8.   |
| 2015   | HWA              | Mercedes   | DTM AMG Mercedes C-Coupé | 18     | 2     | 2       | 1       | –     | 1                | 169    | 1.   |
| 2018   | HWA              | Mercedes   | Mercedes-AMG C63 DTM     | 20     | –     | –       | 1       | –     | –                | 108    | 8.   |
| Gesamt | Gesamt           | Gesamt     | Gesamt                   | 58     | 3     | 2       | 2       | 1     | 2                | 326    |      |

#### Einzelergebnisse
| Saison | 1   | 2   | 3   | 4   | 5   | 6   | 7   | 8   | 9   | 10  | 11  | 12  | 13  | 14  | 15  | 16  | 17  | 18  | 19  | 20  |
| ------ | --- | --- | --- | --- | --- | --- | --- | --- | --- | --- | --- | --- | --- | --- | --- | --- | --- | --- | --- | --- |
| 2013   | HO1 | BRH | SPI | LAU | NOR | MOS | NÜR | OSC | ZAN | HO2 |     |     |     |     |     |     |     |     |     |     |
| 2013   | 11  | 10  | 10  | 17  | 20* | 11  | 10  | 11  | 12  | 17  |     |     |     |     |     |     |     |     |     |     |
| 2014   | HO1 | OSC | HUN | NOR | MOS | SPI | NÜR | LAU | ZAN | HO2 |     |     |     |     |     |     |     |     |     |     |
| 2014   | 11  | DNF | 14  | 5   | 8   | DNF | 10  | 1   | 7   | 20* |     |     |     |     |     |     |     |     |     |     |
| 2015   | HO1 | HO1 | LAU | LAU | NOR | NOR | ZAN | ZAN | SPI | SPI | MOS | MOS | OSC | OSC | NÜR | NÜR | HO2 | HO2 |     |     |
| 2015   | 2   | 8   | 5   | 13  | 1   | 5   | 10  | 6   | 2   | 21* | 1   | 10  | 5   | 5   | 3   | 5   | 8   | 21  |     |     |
| 2018   | HO1 | HO1 | LAU | LAU | HUN | HUN | NOR | NOR | ZAN | ZAN | BRH | BRH | MIS | MIS | NÜR | NÜR | SPI | SPI | HO2 | HO2 |
| 2018   | 5   | 6   | 8   | 32  | 13  | 122 | 13  | 9   | 42  | 6   | 7   | 43  | 6   | 12  | 7   | 9   | 13  | 6   | 11  | 18  |

| \| Farbe \| Bedeutung \| \| ------------- \| --------------------------------------- \| \| Gold \| Sieger \| \| Silber \| 2. Platz \| \| Bronze \| 3. Platz \| \| Grün \| Platzierung in den Punkten \| \| Blau \| Klassifiziert außerhalb der Punkteränge \| \| Violett \| Rennen nicht beendet (DNF) \| \| Violett \| nicht klassifiziert (NC) \| \| Rot \| nicht qualifiziert (DNQ) \| \| Schwarz \| disqualifiziert (DSQ) \| \| Weiß \| nicht am Start (DNS) \| \| Weiß \| zurückgezogen (WD) \| \| Weiß \| Rennen abgesagt (C) \| \| ohne Farbe \| nicht am Training teilgenommen (DNP) \| \| ohne Farbe \| verletzt oder krank (INJ) \| \| ohne Farbe \| ausgeschlossen (EX) \| \| ohne Farbe \| nicht erschienen (DNA) \| \| fett \| Pole-Position \| \| kursiv \| Schnellste Rennrunde \| \| unterstrichen \| WM-Führung \| \| hochgestellt \| Platzierung im Sprintrennen \| | - Fett – Pole-Position - Kursiv – Schnellste Rennrunde - Unterstrichen – Gesamtführender - * – nicht im Ziel, aufgrund der zurückgelegten Distanz, aber gewertet - 1 – 3 Punkte für schnellste Qualifikationsrunde - 2 – 2 Punkte für zweitschnellste Qualifikationsrunde - 3 – 1 Punkt für drittschnellste Qualifikationsrunde |
| Farbe | Bedeutung |
| Gold | Sieger |
| Silber | 2. Platz |
| Bronze | 3. Platz |
| Grün | Platzierung in den Punkten |
| Blau | Klassifiziert außerhalb der Punkteränge |
| Violett | Rennen nicht beendet (DNF) |
| Violett | nicht klassifiziert (NC) |
| Rot | nicht qualifiziert (DNQ) |
| Schwarz | disqualifiziert (DSQ) |
| Weiß | nicht am Start (DNS) |
| Weiß | zurückgezogen (WD) |
| Weiß | Rennen abgesagt (C) |
| ohne Farbe | nicht am Training teilgenommen (DNP) |
| ohne Farbe | verletzt oder krank (INJ) |
| ohne Farbe | ausgeschlossen (EX) |
| ohne Farbe | nicht erschienen (DNA) |
| fett | Pole-Position |
| kursiv | Schnellste Rennrunde |
| unterstrichen | WM-Führung |
| hochgestellt | Platzierung im Sprintrennen |